# Dasypogon iberus
Dasypogon iberus är en tvåvingeart som beskrevs av Tomasovic 1999. Dasypogon iberus ingår i släktet Dasypogon och familjen rovflugor.
Artens utbredningsområde är Portugal. Inga underarter finns listade i Catalogue of Life.